# Julian Pjanic
Julian Pjanic (* 20. Juli 1982) ist ein ehemaliger deutscher American-Football-Spieler.

## Laufbahn
Von 2001 bis 2008 spielte Pjanic für die Hamburg Blue Devils. In dieser Zeit gewann er mit der Mannschaft 2001, 2002 und 2003 die deutsche Meisterschaft. In der Saison 2005 stand der 1,93 Meter große und 136 Kilo schwere Offensive Tackle zudem im Aufgebot der Hamburg Sea Devils in der NFL Europe und kam dort in zwei Spielen zum Einsatz.
Pjanic, der eine Ausbildung zum Großhandelskaufmann durchlief, wurde mit der deutschen Nationalmannschaft 2007 Dritter der Weltmeisterschaft und 2005 Zweiter der Europameisterschaft sowie Gewinner der World Games.